# Kronfönster
Kronfönster är ett svenskt varumärke som ingår i Naturfönster koncernen (Natur fönster &  dörrbyggeri AB. Naturfönster säljer och tillverkar fönster, dörrar, skjutdörrar, vikdörrar samt uterum. Huvudkontoret ligger i Rottne. Kronfönster var ursprungligen ett bolag i eget namn och fick då uppmärksamhet som snabbt växande företag, utnämnt till gasellföretag under flera år.

## Verksamhet
Naturfönster ett privatägt företag. Bolaget inriktar sig på försäljning av fönster, dörrar och uterumslösningar.

## Historia[1]
- 2005 - Företaget grundades av Carl-Gustaf Svensson
- 2007 - Öppnade försäljningskontor i Stockholm
- 2010 - Kronfönster blev utsett till Smålands snabbast växande företag av Dagens Industri. Företaget startade egen fabrik för produktion av träfönster
- 2011 - Gasellvinnare av Dagens Industri[2]
- 2012 - Öppnade ny fabrik för tillverkning av PVC fönster
- 2013 - Företaget startade egen fabrik för produktion av aluminiumfönster
- 2014 - Företagets patentansökan för infästning av PVC-fönster med vanlig karmskruv blev godkänd av PRV.[3]. Företaget fick utmärkelsen Gasellföretag för fjärde gången, samt specialpriset "årets digitala gasell".[4][5]
- 2015 - Kronfönsters grundare Carl-Gustaf Svensson blev utsedd till Årets Företagare av Växjö kommun.[6]
- 2016 - Kronfönsters grundare Carl-Gustaf Svensson blev utsedd till Årets Företagare i Kronobergs län.[7]
- 2017 - Företaget gick från privat till publikt aktiebolag med notering på Pepins och alternativa aktielistan. Första rundan resulterade i 1232 aktieägare.[8]
- 2018 - Företaget ansökte om konkurs vid Växjö Tingsrätt, trots crowdfunding om 35 mkr lyckades bolaget inte få ordning på sin ekonomi.[9]
- 2018 - T Fönster AB bildas och köper upp inkråmet, varumärke och webbshop av konkursförvaltaren. Det nya bolaget driver kärnverksamheten vidare med flera av de tidigare anställda som delägare.[10]
- 2024 - T Fönster AB Ansöker om konkurs trots en omsättning på 21,4 miljoner kronor gjorde Kronfönster (T Fönster AB) ändå en förlust på 1,1 miljoner kronor. Grundarna till T Fönster AB har hanterat ekonomin dåligt under en längre tid.[11]
- 2025 - Kronfönsters varumärke och hemsida köps upp och ingår från 1 januari 2025 som en del av Naturfönster. Sortiment och utbud förändras delvis.[12]